# Oleh Olžyč
Oleh Oleksandrovič Olžyč, vlastním jménem Oleh Kandyba, (8. července 1907, Žytomyr, Ukrajina – 10. června 1944, Sachsenhausen, Německo) byl ukrajinský básník, příslušník tzv. Pražské školy, archeolog, aktivní člen Organizace ukrajinských nacionalistů.

## Život
Narodil se v Žytomyru. Jeho otec, ukrajinský symbolistický básník Oleksandr Oles emigroval během občanské války na Ukrajině do Československa, kam jej záhy následovala celá rodina.
Oleh Olžyč odmaturoval na Ukrajinském gymnáziu v Řevnicích. Přihlásil se na Filosofickou fakultu Karlovy Univerzity na obor archeologie. Byl jedním z nejlepších žáků a následovatelem Lubora Niederleho. Ještě během studií, v roce 1929 stejně jako řada jeho národně uvědomělých a romanticky naladěných vrstevníků vstoupil do OUN(M). Po skončení studií hodně cestoval po Evropě. Od roku 1938 přednášel slovanskou archeologii na Harvardově univerzitě, kde také inicioval vznik Ukrajinského vědeckého institutu, činného dodnes. Publikoval řadu vědeckých statí z oboru archeologie a antropologie.
Po začátku německo-sovětské války přijel do Kyjeva, kde organizoval podzemí OUN – Melnykovců. V lednu 1944, po zatčení Andrije Melnyka byl zvolen na post předsedy OUN(M). Pět měsíců nato byl ve Lvově zatčen gestapem a deportován do koncentračního táboru Sachsenhausen. Zemřel během výslechu v noci z 9. na 10. červen 1944.

## Tvorba
Oleh Kandyba-Olžyč byl činný nejenom vědecky. Už od začátku 30. lét 20. století přispíval do nejrůznějších ukrajinských časopisů. Kromě básní psal též prózu pro děti, didaktické a politické eseje, literárněvědné a kulturologické články. Je autorem tří poetických sbírek:
- Písek (Lvov 1935)
- Věže (Praha 1940)
- Podzámčí (1946 – vyšlo posmrtně)